# Les Boréades
Les Boréades és una òpera amb cinc actes de Jean-Philippe Rameau, amb llibret atribuït a Louis de Cahusac. Composta l'any 1763 però s'estrenà al Teatre de la cort de l'arquebisbe d'Ais de Provença el 21 de juliol de 1982.